# Источни Тимор на Летњим олимпијским играма 2008.
Источни Тимор се такмичио на Олимпијским играма 2008. одржаним у Пекингу, Кина од  8 до 24. августа 2008. Ово је било друго званично учешће Источног Тимора на Олимпијским играма. Први пут су се званично појавили на играма на Олимпијским играма 2004. у Атини. На Олимпијским играма 2000. у Сиднеју, такмичари из ове земље су наступали као Самостални олимпијци.

## Атлетика

### Маратон мушкарци
- Аугусто Соарес - није допутовао у Пекинг

### Маратон жене
- Маријана Дијаз Хименез - није завршила трку